# Waterdoosschildpad
De waterdoosschildpad (Terrapene coahuila) is een schildpad uit de familie moerasschildpadden (Emydidae). De soort werd voor het eerst wetenschappelijk beschreven door Karl Patterson Schmidt en David W. Owens in 1944.
De schildpad bereikt een maximale schildlengte tot ongeveer 17 centimeter. De kop en poten zijn grijsbruin tot groengrijs van kleur.
De waterdoosschildpad komt endemisch voor in Mexico, en dan alleen in de staat Coahuila de Zaragoza.